# Il pastor fido (Guarini)
Il pastor fido (Der getreue Schäfer) ist ein tragikomisches Hirtenspiel (tragicomedia pastorale) in fünf Akten bzw. 6862 elf- und siebensilbigen Versen, das von Giovan Battista Guarini zwischen 1580 und 1583 verfasst und erstmals 1590 in Venedig gedruckt wurde. Es ist in Handlung und Verstechnik komplexer als Torquato Tassos 1580 veröffentlichte Hirtenfabel (favola pastorale) Aminta und markiert den Übergang vom Renaissance- zum Barocktheater.

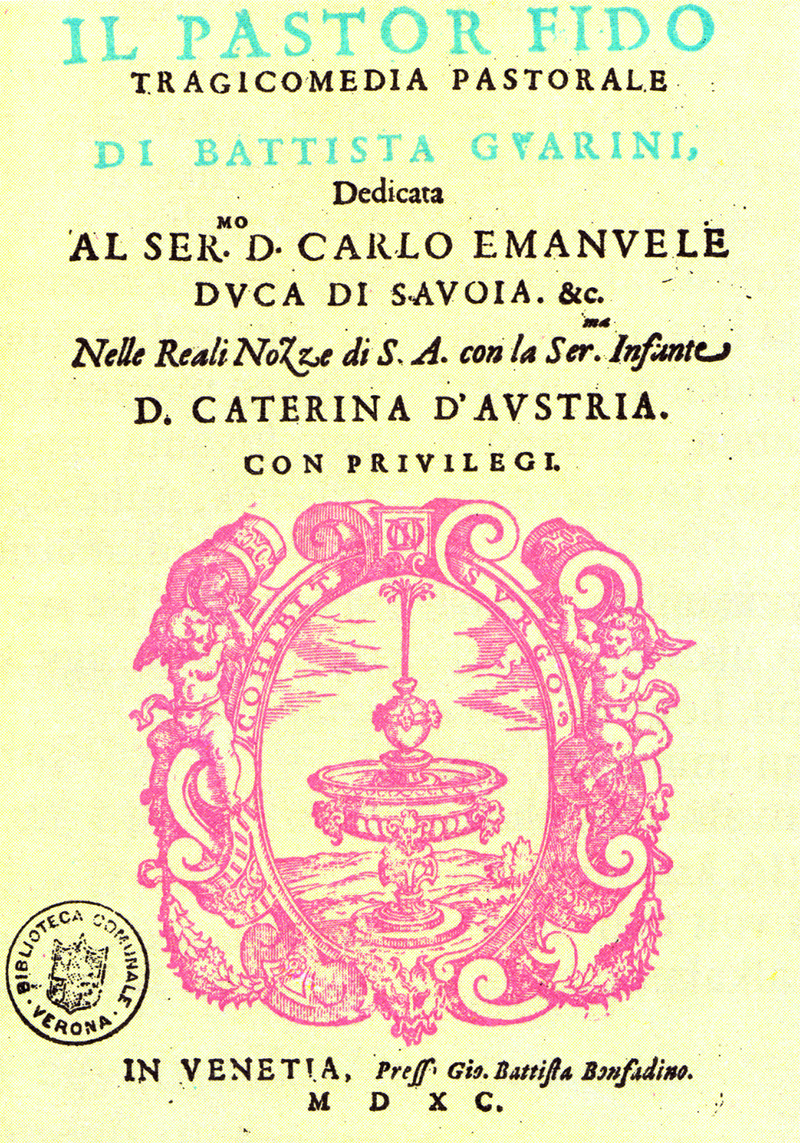
Erstausgabe von Guarinis Il pastor fido (Venedig, 1590)

## Handlung
Um einen alten Fluch abzuwenden, opfern die Arkadier alljährlich der Diana eine Jungfrau. Laut Orakelspruch hat der Fluch erst ein Ende, wenn Amor zwei Kinder des Himmels vereint und ein treuer Hirte die Sünde einer untreuen Frau sühnt.
Diana-Priester Montano wird durch das Orakel angewiesen, seinen Sohn Silvio mit der Nymphe Amarilli zu verheiraten. Doch dazu kommt es nicht, da Silvio einzig auf die Jagd bedacht ist. In Amarilli wiederum hat sich der Hirte Mirtillo verliebt, dessen Vater Carino vor langer Zeit aus Arkadien nach Elide (Elis) gezogen war. Amarilli erwidert Mirtillos Liebe, wagt jedoch nicht, ihre Gefühle zu offenbaren, da Frauen bei unkeuschem Verhalten die Todesstrafe droht.
Mirtillo wird auch von Corisca begehrt, die ihre Rivalin durch eine List auszuschalten sucht: Sie lockt das Paar in eine Höhle, worauf es von einem Satyr angezeigt wird. Da Amarilli nicht in der Lage ist, ihre Unschuld zu beweisen, soll sie hingerichtet werden. Darauf beschließt Mirtillo, sich für die Geliebte zu opfern, was gemäß den arkadischen Gesetzen möglich ist.
Sein Freund Carino versucht ihn vergeblich mit dem Argument zu retten, als Fremder könne Mirtillo nicht das Verbrechen einer Einheimischen sühnen. Der Priester Montano steht nun vor der bitteren Notwendigkeit, die Hinrichtung seines Sohnes zu vollziehen. Da offenbart ihm der Seher Tirenio, dass die Verbindung von Mirtillo mit Amarilli die Forderung des Orakels erfülle. Montano stamme doch vom Halbgott Herkules ab, und Amarillis Vater Titiro sei ein Nachfahr des Gottes Pan. Damit seien von nun an keine Opfer mehr nötig. Der Heirat des Paares steht nun nichts mehr im Wege.
Silvio hat indessen auf der Jagd aus Versehen Dorinda verwundet, die in ihn verliebt ist. Aus Mitleid mit ihr wird Gegenliebe, und so gibt es eine zweite Hochzeit. Unter dem Eindruck dieser Happyends bittet Corinda die Brautleute um Verzeihung und verspricht, sich zu bessern.

## Prolog
Der Prolog wird vom arkadischen Fluss Alfeo gesprochen. Alfeo, der sich in die Nymphe Aretusa verliebte, als diese in seinen Wassern badete, stellte ihr nach, um von ihr Besitz zu ergreifen. Um sich Alfeo zu entziehen, bat Aretusa die Göttin Diana, der sie geweiht war, um Hilfe. Diana verwandelte Aretusa darauf in eine Quelle, deren Wasser das Meer unterquert, um in Sizilien wieder zu entspringen. Doch Alfeo folgte ihr und holte sie auf der Insel Ortigia bei Syrakus ein. Bei seiner Ankunft in Italien vergleicht Alfeo das Land mit seiner idyllischen Heimat. Diese habe sich inzwischen verändert. Einst sei sie frei und schön gewesen. Nun sei sie unterworfen und verwüstet. Alfeo weint dem goldenen Zeitalter nach, das in Arkadien sein letztes Bollwerk gefunden habe. Denn während im Rest Griechenlands Kriege tobten, habe in Arkadien immer Frieden geherrscht. Im Gegensatz zu den anderen griechischen Staaten habe Arkadien seine Freiheit nicht durch Waffengewalt, sondern allein durch das an die Götter gerichtete Gebet verteidigt. Obwohl die Bewohner Arkadiens Hirten gewesen seien, seien sie keineswegs plump gewesen, denn es seien Sternenforscher, Jäger, auch im Boxkampf erfahrene Menschen und unbesiegte Pfeilschützen unter ihnen gewesen. Die einst hochgeschätzten Beschäftigungen würden aber gegenwärtig in Arkadien gering geschätzt. Indessen entstehe in Italien ein neues Arkadien. In diesem Zusammenhang stimmt Alfeo ein Loblied auf Katharina Michaela von Spanien an, auf die Herrschaft ihres Vaters, König Philipp II. von Spanien, und im Allgemeinen auf das Geschlecht der Habsburger und dessen Weltreich, in dem die Sonne nie untergehe. Das Loblied mündet schließlich in eine Art Widmung an Karl Emanuel I. von Savoyen, den Gatten Katharina Michaelas. Ihm und seinen Nachkommen wird der Sieg über die im Osten vorgerückten Türken prophezeit. Schließlich bittet Alfeo um die Aufmerksamkeit des Publikums für das bevorstehende Schauspiel.

## Erster Akt

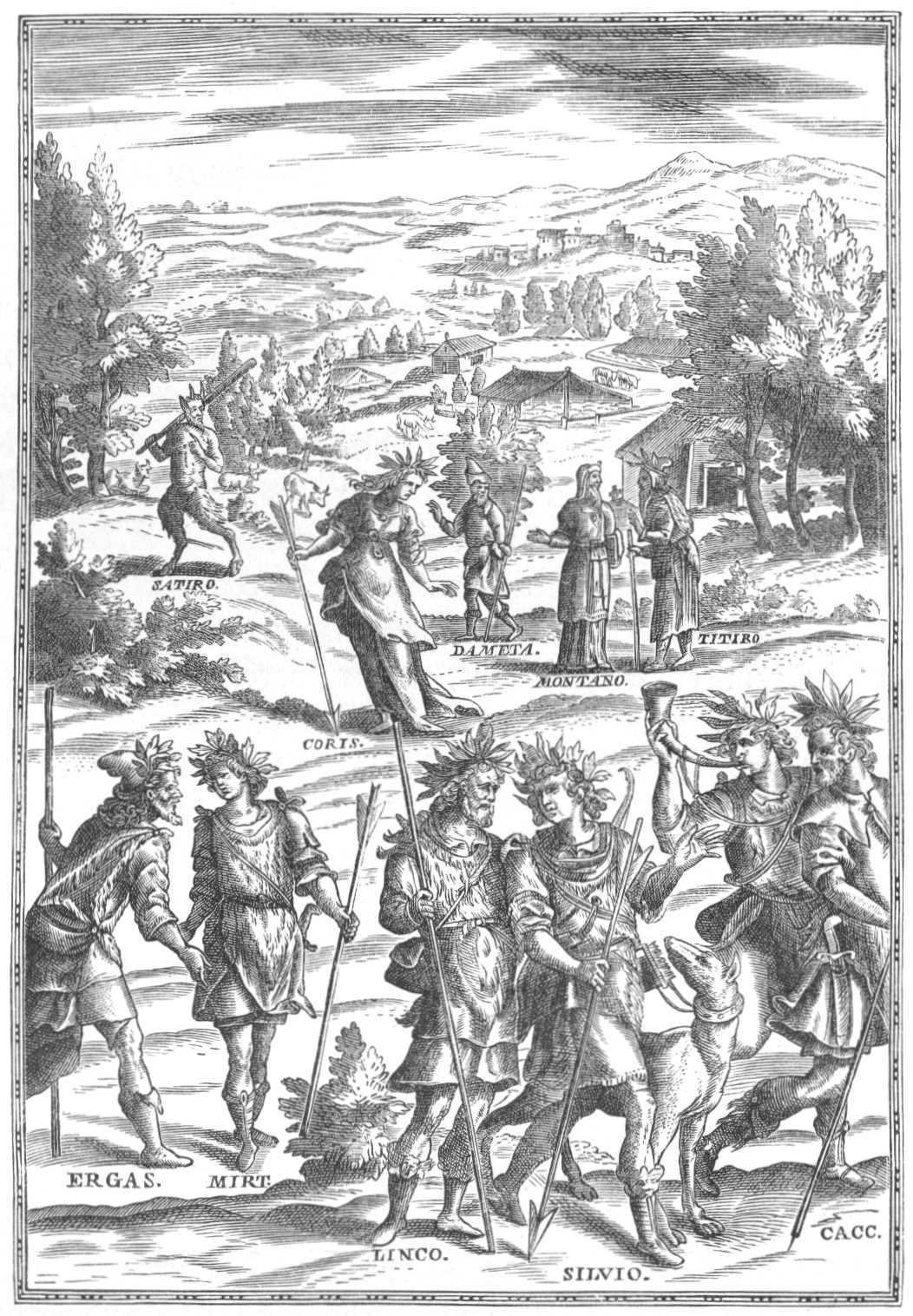
Szene aus dem 1. Akt, Kupferstich aus der 1602 in Venedig erschienenen Ausgabe

### Szenen 1 und 2
Während es der ebenso geschickte wie frauenverachtende Jäger Silvio ablehnt, die ihm versprochene Amarilli zu heiraten, ist Mirtillo darüber todunglücklich, dass Amarilli bereits verlobt ist, da er unsterblich in sie verliebt ist. Ähnlich wie Aminta im gleichnamigen Hirtenspiel Torquato Tassos (1573) gedenkt Mirtillo sich aufgrund dieses Umstands das Leben zu nehmen. Dass Amarilli Silvio versprochen wurde, erfährt er erst später von Ergasto. Dieser erzählt ihm, dass Silvio nicht in Amarilli verliebt sei und die beiden miteinander verheiratet werden sollten, um vom Orakel prophezeites Unheil von Arkadien abzuwenden. Offenbar ist Mirtillo so neu in Arkadien, dass er mit dem für das Leben der Bevölkerung wichtigen Orakelspruch nicht vertraut ist. Deshalb erzählt ihm Ergasto, was es damit auf sich hat: Der Hirte Aminta war unsterblich in Lucrina verliebt. Zunächst erwiderte diese seine Liebe – möglicherweise nur aus Koketterie, denn als ein anderer Hirte Interesse für zeigte, ließ sie Aminta links liegen und wollte nichts mehr von ihm wissen. Der über diese Wendung des Schicksals unglückliche Aminta wandte sich darauf mit einem Gebet an die Göttin Diana und bat diese, die Treulosigkeit Lucrinas zu bestrafen. Diana habe daraufhin die Pest auf die Erde geschickt, Tausende von Menschen seien gestorben. Als sich die Bevölkerung Arkadiens an das Orakel gewandt habe, um herauszufinden, wie man das Unheil abwenden könne, habe dieses geantwortet, Dianas Zorn ließe sich besänftigen, wenn Lucrina oder statt ihrer eine arkadische Jungfrau geopfert werde. Lucrina sei daraufhin zum Opferaltar geführt worden, damit Aminta sie der Diana opfere. Doch stattdessen habe Aminta Selbstmord begangen. Erst als er im Sterben gelegen habe, habe Lucrina Mitleid mit ihm empfunden und sich ebenfalls gerichtet. Der Tod der beiden habe Dianas Zorn aber nicht besänftigt, und die Pest habe weiterhin grassiert. Ein zweiter Orakelspruch habe verkündet, Diana fordere jedes Jahr die Opferung einer Jungfrau bzw. einer Frau, die nicht jünger als 15 und nicht älter als 20 Jahre alt sei. Weiter habe Diana durch das Orakel verlangt, dass ihr jede Frau geopfert werde, die einem Mann untreu sei. Erst wenn Amor zwei Kinder des Himmels vereine und ein treuer Hirte die Sünden einer untreuen Frau gutmache, werde der Zorn der Göttin besänftigt sein. Da mit Silvio, einem Nachfahren des Halbgottes Herkules, und Amarilli, einer Nachfahrin des Gottes Pan, erstmals zwei Kinder des Himmels in Arkadien lebten, wolle man nun diese gegen ihren Willen miteinander verheiraten.

### Szenen 3–5

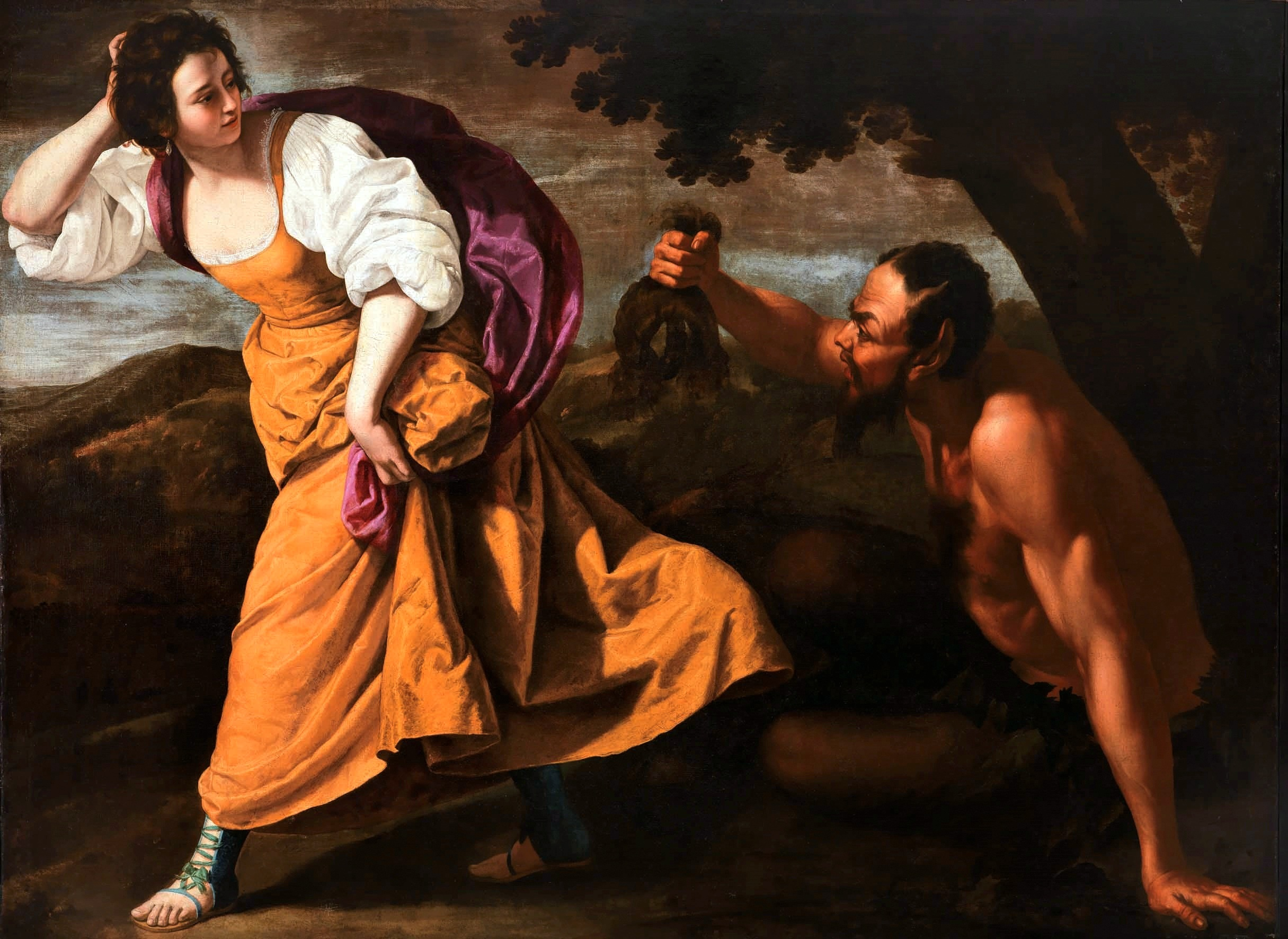
Artemisia Gentileschi: Corisca und Satiro

Während Mirtillo unglücklich in Amarilli verliebt ist, liebt Corisca unglücklich Mirtillo. Corisca wird als eitle, vom Erfolg bei den Männern verwöhnte Städterin (aus damaliger Sicht wohl auch: Prostituierte) beschrieben. Das Desinteresse, das Mirtillo ihr gegenüber bezeugt, verletzt sie. Sie will versuchen, ihn durch Charme zu gewinnen, sollte dies aber nicht fruchten, zu einer List zu greifen und sich an Amarilli zu rächen, die es gewagt hatte, mit ihr zu konkurrieren.
Titiro und Montano diskutieren über die vorgesehene Zwangsehe zwischen Silvio und Amarilli. Dabei verrät Montano, dass er neben Silvio einen weiteren Sohn hatte, diesen aber als Kleinkind bei einer Flut verlor. Nun habe er geträumt, dass er geangelt habe und dabei ein alter Mann aus dem Wasser getreten sei, der ihm den verloren geglaubten Sohn übergeben, ihn aber davor gewarnt habe, diesen zu töten. Darauf sei im Traum jäh ein Sturm ausgebrochen, der gedroht habe, ihm das Kind fortzureißen. Als er aber die Götter angerufen habe, habe der Sturm sich ebenso plötzlich gelegt.
Im Wald klagt der dritte unglücklich Verliebte sein Leid: Der Satyr gedenkt, sich an Corisca zu rächen, die ihn des Öfteren verhöhnt hat. Anders als in Tassos Aminta will er der Abgewiesene das Objekt seiner Begierde nicht zur Liebe zwingen, wohl ihm aber anderswie Gewalt antun.
Am Ende des Aktes besingt der Chor – wie bei Tasso eine Hirtenschar – die Macht Jupiters als Beweger aller Dinge. Er bittet den Göttervater, das vom Orakel angekündigte, durch Liebe und Zorn angerichtete Unheil von den Arkadiern abzuwenden, und gibt der Hoffnung Ausdruck, das sich anbahnende Unglück werde sich als Glück entpuppen. Zu erkennen, inwiefern dies geschehen könnte, übersteige aber das Vermögen des Menschen.

## Zweiter Akt

### Szene 1

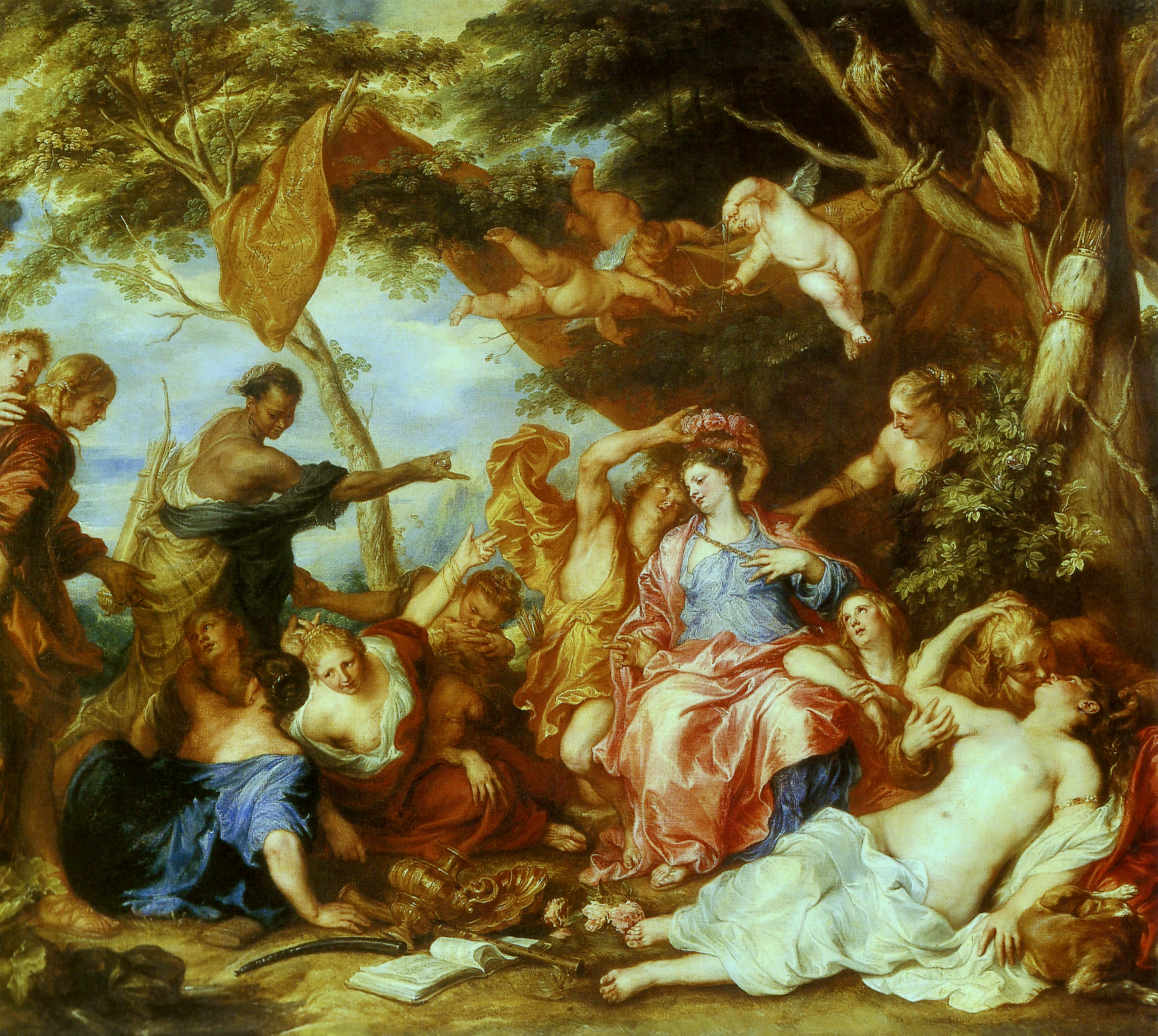
Antoon van Dyck: Mirtillo gibt Amarilli den Kranz zurück

Wie in Machiavellis Mandragola (1518) und Ruzantes La Piovana (1533) hat Ergasto Schwierigkeiten, den aufgrund seiner Verliebtheit in Unruhe versetzten und sich daher von einem Ort zum andern bewegenden Mirtillo zu finden. Als Ergasto Mirtillo endlich findet, erzählt er diesem, er habe Corisca verraten, dass Mirtillo in Amarilli verliebt sei und Corisca als Vertraute und Freundin Amarillis dafür gewinnen können, Mirtillo und Amarilli zusammenzubringen. Um zu wissen, wie sie vorgehen soll, verlangt Corisca jedoch von Ergasto, bei Mirtillo in Erfahrung zu bringen, wie es zu der Verliebtheit in Amarilli gekommen sei. Mirtillo erinnert sich, dass Amarilli mit ihrer Mutter im Sommer während der olympischen Spiele nach Arkadien kam. Als Mirtillo Amarilli gesehen habe, habe er sich sofort in sie verliebt. Daraufhin habe er sich einer Schwester bzw. einer Schwester gleichen Freundin anvertraut. Diese habe ihn als Nymphe verkleidet nach Megara zu Amarilli geführt (was möglich gewesen sei, weil bei Mirtillo der Bartwuchs noch nicht eingesetzt habe). In Megara habe es sich ergeben, dass zum Zeitvertreib der Nymphen, zu denen Amarilli zählte, ein Spiel gehörte, in dem die Nymphen sich gegenseitig küssen sollten und anschließend die beste unter den Küsserinnen geehrt werden sollte. Als Mirtillo an der Reihe gewesen sei, von Amarilli geküsst zu werden, sei dieser vom Kuss geradezu überwältigt gewesen. Am Ende des Spiels habe Amarilli befunden, dass Mirtillo der beste unter den Küssern sei. Den Kranz, den Mirtillo darauf gewonnen habe, habe er Amarilli zurückgegeben. Amarilli wiederum habe ihm seinen Kranz geschenkt, den er bis heute als Andenken an jene Küsse trage. Mirtillo erzählt des Weiteren, dass er nach besagtem Wett-Küssen in die Stadt Amarillis gezogen sei, in der sein Vater zufällig ein weiteres Haus besitze. Doch Amarilli habe hier nicht seine liebenden Blicke erwidert, sondern ihn mit Verachtung gestraft, und der Vater sei indessen, vom Sohn verlassen, krank geworden, so dass Mirtillo zu diesem habe zurückkehren müssen. Daheim sei der Vater genesen. Mirtillo wiederum sei in seinem Liebesschmerz krank geworden. Erst als der Vater in seiner Verzweiflung das Orakel um Rat gefragt habe, wie sein Sohn genesen könne und Mirtillo angewiesen worden sei, nach Arkadien zu ziehen, habe sich sein Gesundheitszustand verbessert. Sein Seelenschmerz habe sich dadurch jedoch verstärkt.

### Szenen 2–6
Szenenwechsel: Bei der Jagd kommt Silvio sein Hund Melampo abhanden, denn die ihn verehrende Dorinda hat zusammen mit ihrem Diener Lupino den Hund, der ihnen zugelaufen ist, in Beschlag genommen. Als Silvio bei der Suche nach seinem Hund Dorinda begegnet, gibt diese ihm den Hund unter der Bedingung zurück, dass Silvio ihr einen Kuss gibt. Als Silvio den Hund zurückbekommt, hält er sein Versprechen nicht. Die sich im Wald befindende Corisca frohlockt indessen, dass ihr das Schicksal geneigt ist. Sie hat Amarilli, ohne dass diese nur im Geringsten etwas geahnt hätte, ködern können (denn, so wird wohl vorausgesetzt, eine Frau würde sich normalerweise nicht allein in einen Wald begeben). Von Corisca erfährt Amarilli, dass sie noch am selben Tag heiraten soll. Amarilli ist ob dieser Nachricht alles andere als glücklich, doch Corisca bietet ihr an, die Hochzeit zu verhindern. Das Problem sei jedoch, dass Amarilli dem Versprechen ihres Vaters zugestimmt und auch Diana gegenüber das Eheversprechen gegeben habe. Corisca überredet Amarilli, mit Mirtillo zu reden und seinem Anliegen Gehör zu schenken. In Wirklichkeit besteht Coriscas Absicht darin, sich Amarilli durch die Anwesenheit Mirtillos gefügig zu machen. Nachdem sich Amarilli und Corisca voneinander getrennt haben, wird Corisca vom Satyr in seine Gewalt gebracht. Corisca versucht vergeblich, diesen durch ihre Schmeicheleien und dadurch, dass sie ihn an die vergangene Liebesbeziehung erinnert, zu erweichen. Ihr gelingt es schließlich durch eine List, dem Satyr zu entwischen: Da sie glatzköpfig ist, bindet sie sich die Haare los, an denen der Satyr sie festhält. Der Satyr fällt, während sie sich davonmacht. Am Ende des zweiten Aktes singt der Chor vom Fluch, unter dem die Arkadier Lucrinas wegen litten. Im Himmel, von dem die Strafe gegen die Arkadier ausgehe, schätze man die Tugend und die Liebe. Die Menschen hingegen scherten sich um materielle Dinge wie z. B. um das Gold oder die Schönheit einer Frau. Der Liebe sei aber nichts weiter würdig als die Liebe selbst. Nur Seelen könnten Seelen lieben, nicht jedoch Körper. Deshalb seien Körper der Liebe nicht würdig. Ein Kuss auf schöne Lippen habe an sich keinen Wert. Wert gewinne ein Kuss erst dadurch, dass sich beide Menschen innig liebten. Denn wenn die Menschen sich innig liebten, kommunizierten nicht die Lippen miteinander, sondern die Seelen der beiden Menschen vermittels der Lippen.

## Dritter Akt

### Szenen 1–5

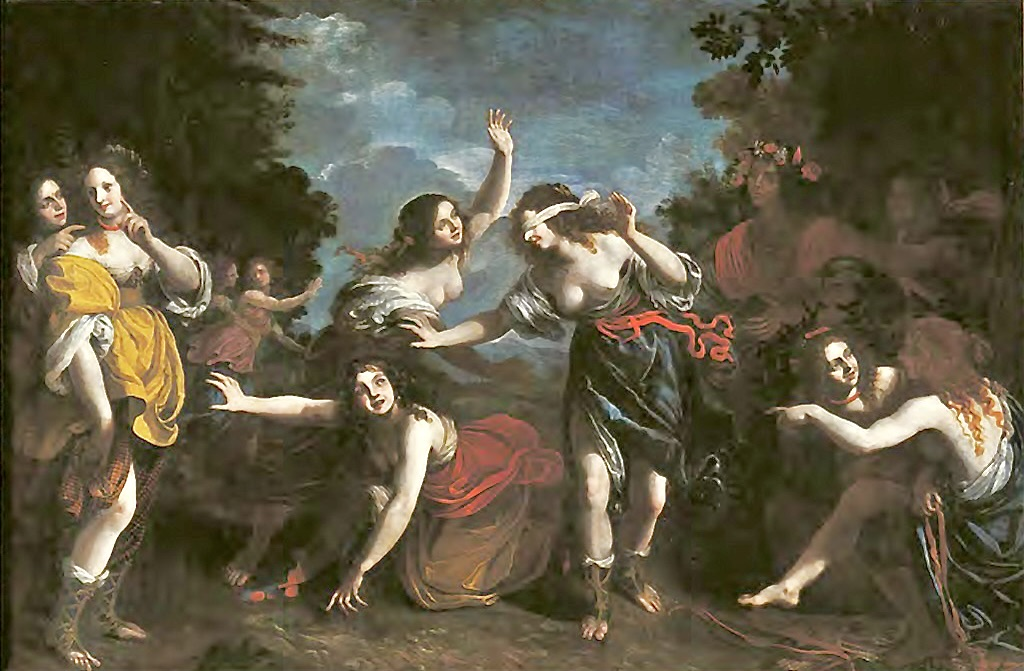
Orazio Fidani: Blinde-Kuh-Spiel mit Mirtillo, Amarilli, Corisca und den Nymphen

Ergasto hat Mirtillo in den Wald bestellt. Nach einiger Zeit kommt Amarilli mit verbundenen Augen. Es beginnt eine Art Blinde-Kuh-Spiel, dessen Ziel es eigentlich ist, dass Amarilli nicht, wie sie vorgibt, ihre befreundeten Nymphen fangen soll, sondern dass Mirtillo sich der scheinbar ahnungslosen Amarilli in die Arme wirft. Da Mirtillo sich nicht traut, schubst Corisca den ängstlichen Mirtillo schließlich in die Arme Amarillis. Amarilli glaubt bzw. gibt vor zu glauben, es handle sich bei der Person, die sie gefangen hält, um Corisca. Doch als Mirtillo sie von dem Band, das ihre Augen bedeckt, befreit, stellt sie zu ihrer Überraschung fest, dass Mirtillo vor ihr steht. Ähnlich wie Silvia in Tassos Aminta, die, sobald Aminta sie befreit, wegrennt, macht Amarilli ebenfalls Anstalten davonzulaufen. Doch Mirtillo droht Amarilli damit, sich ihretwegen einen Pfeil in die Brust zu bohren und gesteht ihr daraufhin seine Liebe. Amarilli ist jedoch auf ihre Ehre, d. h. ihre Keuschheit bedacht. Selbst ihre Bitte, Mirtillo möge sich nicht das Leben nehmen, hat den Zweck, dass seine Liebe zu ihr nicht allen offenbar wird. Als Amarilli Mirtillo verlassen hat und glaubt, alleine zu sein, gesteht sie in einem Monolog wiederum ihre Liebe zu Mirtillo, die sie jedoch aus Angst vor Strafe nicht erwidern kann. Corisca, die Amarillis Monolog belauscht hat, tritt aus ihrem Versteck hervor und versucht, diese zu überreden, eine heimliche Affäre mit Mirtillo zu beginnen. Doch Amarilli möchte lieber sterben als ihre Ehre zu beflecken. Corisca greift daraufhin zu einer List und erzählt Amarilli, dass Silvio nicht so zimperlich sei wie sie, denn er habe eine Geliebte. Wenn Silvio vorgebe, auf die Jagd zu gehen, besuche er in Wirklichkeit diese. Eine weitere List, die sich Corisca nun für Amarilli ausgedacht hat, besteht darin, Amarilli das Lügenmärchen zu erzählen, dass (Coriscas Freundin) Lisetta sich mit Silvio in einer Höhle verabredet habe. Dort solle sich auch Amarilli hinbegeben, um beide auf frischer Tat zu ertappen. Amarilli solle sich im Voraus in die Höhle begeben und sich in einer kleinen Nische verstecken, in der sich ein Loch zum Hauptteil der Höhle befinde, von der aus sie das Geschehen dort beobachten könne. Wenn sie Silvio und Lisetta (die ihn ebenfalls des Ehebruchs überführen wolle) erwischt habe, solle sie zum Priester gehen und das Eheversprechen auflösen. Während Amarilli sich zum Tempel begibt, um für das gute Gelingen des Streichs zu beten, verrät Corisca dem Publikum in einem Monolog ihre wahre Absicht. Nicht Silvio, nicht Lisetta wird sie in die Höhle schicken, sondern ihren Geliebten Coridone, gefolgt von einigen Priestern, die Amarilli der Untreue überführen und später hinrichten sollen. Auf diese Weise hofft Corisca, Mirtillo für sich allein zu haben.

### Szenen 6–9
Corisca beendet ihren Monolog, da sie Mirtillo erblickt. Sie versucht auch, Mirtillo eifersüchtig zu machen, indem sie behauptet, Amarilli verhalte sich ihm gegenüber so spröde, da sie bereits eine Affäre mit Coridone habe. Und tatsächlich: Mirtillo sieht, wie sich Amarilli heimlich in die Höhle schleicht. Mirtillo fühlt sich nicht zuletzt wegen Amarillis Pochen auf ihre Keuschheit und Ehrbarkeit von dieser verhöhnt. Bevor Mirtillo sich das Leben nimmt, möchte er den vermeintlich Geliebten Amarillis ermorden, um sich zu rächen – nicht nur beim Geliebten, sondern auch bei Amarilli, die, so vermutet Mirtillo, beim Anblick des Leichnams ihres Geliebten vor Schmerz sterben werde. Der Satyr glaubt indessen zu sehen, wie Corisca und Mirtillo sich in die Höhle begeben und hat nun vor, sich wiederum an Corisca zu rächen, indem er den Eingang der Höhle versperrt. Da Corisca Coridone das Eheversprechen gegeben habe, so folgert er, könne er sie der Untreue überführen und die Todesstrafe fordern. Am Ende des dritten Aktes besingt der Chor die Liebe. Die Liebe gebe den Menschen das Gefühl, dass die Seele sterblich sei, da sie vornehmlich körperliche Lüste weckte. Würde aber in denselben Menschen die Tugend erwachen, würden diese merken, dass die Seele ebenso unsterblich sei wie die Tugend. Des Weiteren werden Jupiter und die Sonne und schließlich die Frau mit der Macht ihrer Schönheit besungen. Die Schönheit der Frau wird mit der Sonne verglichen. Die Frau wird symbolisch über den Mann gestellt. Der Mann wird als Beute der Frau betrachtet. Der Chor prophezeit zum Schluss seines Gesangs, dass Mirtillo der Beweis dafür sein wird, dass die Schönheit der Frau die gesamte Menschheit zu bezwingen weiß.

## Vierter Akt

### Szenen 1–3

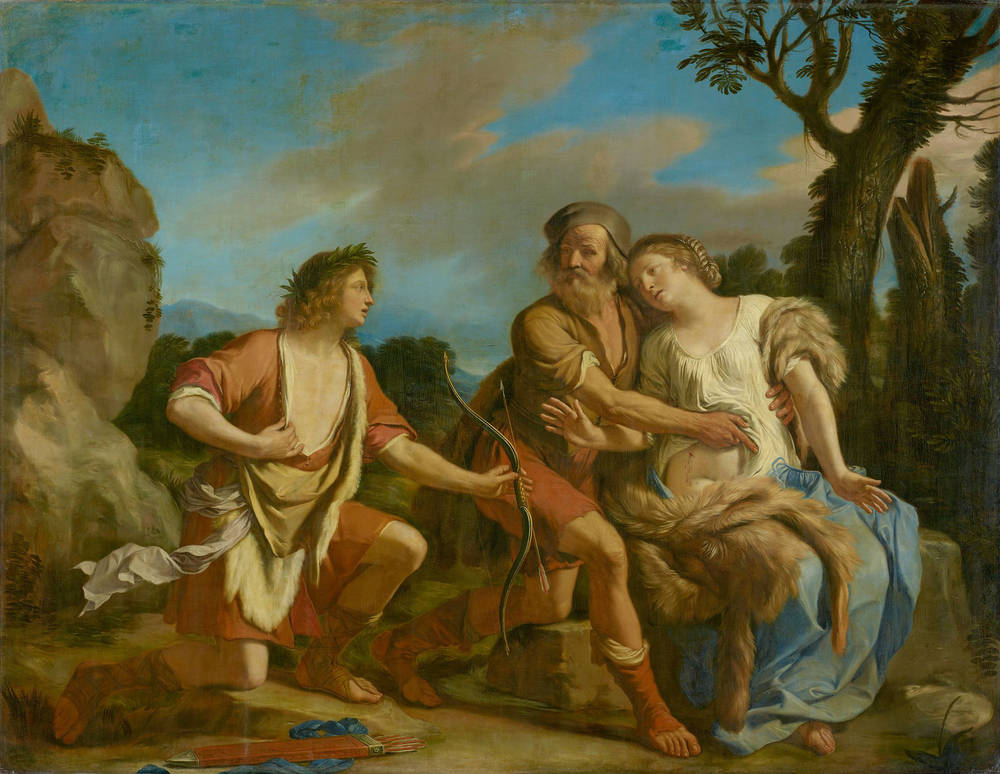
Guercino: Dorinda, Silvio und Linco

Corisca, die entgegen dem, was der Satyr zu sehen geglaubt hat, die Höhle nicht zusammen mit Mirtillo betreten hat, bemerkt, dass diese nun durch einen Fels verschlossen ist. Sie vermutet, Mirtillo habe in seinem Liebeswahn die Kraft gehabt, den Fels von seiner Verankerung zu lösen und vor den Höhleneingang zu schieben, um Amarilli und Coridone dort einzusperren. Um zu erfahren, was sich tatsächlich zugetragen hat, betritt sie die Höhle über einen anderen Eingang. Indessen hat sich Dorinda in ein Wolfsfell gehüllt, um sich unbemerkt an Silvio heranschleichen zu können. Ihr Ziehvater Linco ist bei ihr. Das Wolfsfell habe Dorinda von ihrem Diener Lupino. Es scheint eine unter männlichen Schäfern übliche Tracht zu sein, da Dorinda es trage, um von Silvio für einen solchen gehalten zu werden, damit dieser nicht das Weite suche, sobald er sie sehe. Allerdings hat Dorinda sich Silvio offenbar nicht in den Weg gestellt, sondern zusammen mit den anderen Schäfern die Jagd von Weitem beobachtet. Folglich schildert Dorinda den Verlauf der Jagd, die für die Arkadier deshalb von Interesse ist, da das gejagte Tier, ein gigantisches Wildschwein, ihre Ernte zerstört. Dorinda trage das Wolfsgewand immer noch, da Lupino ihre Gewänder bei sich habe, jedoch nicht zum verabredeten Zeitpunkt am Treffpunkt der beiden erschienen sei und sie nicht in Wolfsgewändern ihr Haus betreten wolle. Anschließend besingt der Chor Silvios Heldentat: Er hat das Wildschwein erlegt. Das Loblied wird durch das Klagegeschrei Ergastos jäh unterbrochen, der der Hirtenschar ausführlich erzählt, was sich zugetragen hat: Im Tempel brachten der Vater Silvios und Amarillis jeweils Opfer dar, die Zeichen standen jedoch nicht so günstig, wie sie es sich gewünscht hätten. Anschließend sei der Satyr zu diesen gelangt und habe ihnen von Corisca und Coridone erzählt, die sich beide unzüchtig in einer Höhle befänden. Einer der Tempelpriester habe sich daraufhin zusammen mit anderen Priestern zur Höhle begeben. Dort hätten sie jedoch weder Coridone noch Corisca vorgefunden, sondern einzig Amarilli. Als der Priester mit Amarilli aus der Höhle getreten sei, sei Mirtillo wie aus dem Nichts auf den Priester zugestürzt und habe versucht, diesen niederzustechen. Nun werde Mirtillo des versuchten Mordes überführt, was besonders schwer wiege, da er sich an einen Priester vergangen habe. Der Chor solle nun für Mirtillo beten.

### Szenen 4–9
Corisca freut sich indessen über das, was sich in der Höhle zugetragen hat. Dass Mirtillo ebenfalls abgeführt wurde, ist für sie nicht weiter dramatisch, da sie nicht weiß, dass er wegen versuchten Priestermords überführt werden soll. Da Corisca vermutet, dass Amarilli sie für ihr eigenes „Vergehen“ beschuldigen wird, flieht Corisca in die Wälder, um nicht von den Priestern verhört zu werden. Aufgrund der bevorstehenden Todesstrafe Amarillis verflucht Silvio Venus und lobt Diana umso mehr. Als Silvio Amor verflucht, hört er sein Echo, d. h. Amor antwortet ihm auf diese Weise. Aus dem Dialog zwischen Silvio und Amor geht hervor, dass sich Silvio in Dorinda verlieben wird. Er selbst wird de Ursache der Liebe zu Dorinda sein. Der Dialog zwischen Silvio und Amor wird dadurch unterbrochen, dass Silvio einen Wolf zu sehen glaubt und diesen mit einem Pfeil beschießt. Als er trifft, merkt er, dass der Pfeil einen in ein Wolfsfell gehüllten Menschen getroffen hat. Es handelt sich bei der Person im Wolfsfell um Linco, der sich über seine ebenfalls in ein Wolfsfell gekleidete Ziehtochter Dorinda beugt, um ihr zu helfen. Als Linco Silvio erblickt, muss Letzterer sich schwere Vorwürfe gefallen lassen. Silvio bereut seine Tat und ist bereit, dafür zu sühnen, d. h. Selbstmord zu begehen. Wie in Tassos Aminta ist hier Mitleid erstes Symptom des Verliebtseins. Statt des Selbstmord fordert Dorinda, dass Silvio am Leben bleibe und seine Tat umso mehr bereue, indem er der Jagd entsage und sich der Liebe widme. Silvio gibt schließlich zu, dass er in Dorinda verliebt ist und gibt ihr sein Eheversprechen (inzwischen ist dies möglich, da Amarilli, die Silvio heiraten sollte, des Ehebruchs überführt wurde). Schließlich tragen Linco und Silvio Dorinda auf ihren Schultern fort. Am Ende des vierten Aktes besingt der Chor das goldene Zeitalter, in dem alles seinen natürlichen Lauf gegangen sei und die Menschen noch unverdorben gewesen seien. Wie auch in Tassos Aminta wird hier dem Ehrgefühl (allerdings Ehre im Sinne von Eitelkeit, nicht von Tugend) die Schuld für den Verlust der Unschuld gegeben, aber auch dem Sinnlichkeit. Das Gesetz, das im goldenen Zeitalter geherrscht haben soll, ist im Gegensatz zu Tassos Aminta nicht das des „Erlaubt ist, was gefällt“, sondern das des „Gefalle, was erlaubt ist“. Dementsprechend wird am goldenen Zeitalter gelobt, dass niemand die monogame Ordnung gestört habe und an der Gegenwart getadelt, dass unter dem Schein der Tugendhaftigkeit die Gesetze andauernd gebrochen würden. Der Chor ruft schließlich Gott an und bittet diesen, dass dieser wiederkehren möge, um die Welt zur Tugend zurückzubringen.

## Fünfter Akt

### Szenen 1–3
Uranio und Carino befinden sich auf dem Weg von Elide nach Arkadien. Carino ist der Ziehvater Mirtillos und reist nach Arkadien, da ihm das Orakel geweissagt hat, seines Sohnes, der seit zwei Monaten seine Heimat verlassen hatte und um den sich Carino inzwischen Sorgen machte, harrten große Dinge. Die Unterhaltung der beiden ist auch Anlass zu klären, warum Carino Arkadien verlassen hatte: Carino sei Sänger bzw. Dichter gewesen und aus seiner Heimat ausgezogen, um dort, wo die olympischen Spiele stattfinden, nämlich in Elide und Pisa, berühmt zu werden. Um zu noch größeren Ruhm zu gelangen, sei Carino nach Argo und Mykene weitergereist, wo er schwer unter den dortigen Verhältnissen zu leiden gehabt habe. Da ihm das Leben dort unerträglich geworden sei, sei er nach Elide zurückgekehrt und habe dort Mirtillo, der ihm eine Stütze und Trost sein sollte, erworben. Des Weiteren ist von den Intrigen und Ränken am Hof, dem gegenseitigen Neid der Hofleute die Rede. Da Carino ein offenes Herz gehabt habe, sei er ein leichtes Ziel für die Übeltaten der Hofleute gewesen. Die beständigen Sorgen und Ärgernisse hätten seine Tätigkeit als Dichter zum Erliegen gebracht. Ein Bote benachrichtigt Titiro, seine Tochter Amarilli beabsichtige sich umzubringen und erzählt, was sich mit ihr zugetragen hat. Sie sei zum Tempel gebracht, angeklagt, überführt und verurteilt worden, weil Corisca, die einzige Zeugin, die zu ihren Gunsten hätte aussagen können, nicht auffindbar gewesen sei. Ein weiterer Grund sei, dass der Tempel Zeichen aufweise, die es seit dem Tod Amintas nicht gegeben habe: die Göttin schwitze Blut, die Erde bebe, das Innere des Tempels erdröhne und stinkender Dampf steige von dort auf. Als jedoch Amarilli zum Opferaltar geführt werden sollte, habe Mirtillo interveniert und sich an ihrer statt als Opfer angeboten. Auf diese Weise sei es zu einem Wettstreit gekommen, welcher der beiden sterben dürfe. In diesem Wettstreit habe Mirtillo obsiegt. Dies sei der Grund, warum sich Amarilli umzubringen beabsichtige. Am Ort, an dem sich Aminta einst das Leben genommen hatte, beginnt dem Brauch gemäß die Opferzeremonie. Bevor Mirtillo hingerichtet wird, darf er eine Abschiedsrede halten. Mirtillo fordert, dass Amarilli um jeden Preis am Leben bleibe, damit er ihr nach dem Tod seelisch zur Seite stehen könne. In der Rede bezieht sich Mirtillo mit „Pastor fido“ (dt.: „treuer Hirte“) auf sich selbst. Die Prophezeiung hat sich folglich, ohne dass sich die Anwesenden dessen bewusst sind, erfüllt.

### Szenen 4–6
Nach Mirtillos Rede wird die Opferzeremonie fortgesetzt. Sie wird jedoch von Carino, der inzwischen die Stadt erreicht hat, unterbrochen. Es kommt zu einem Gespräch zwischen Carino und Montano. Mirtillo, der bis zu seiner Hinrichtung schweigen sollte, vergisst dies, als er seinen Vater sieht und versucht, diesen wiederum zum Schweigen zu bringen. Dadurch wird allerdings das Opfer profaniert. Mirtillo muss von Neuem in den Tempel geführt werden, dort sein Gelübde leisten und schließlich am Ort, wo sich Aminta und Lucrina das Leben genommen haben, die Opferzeremonie von vorn beginnen. Es stellt sich zunächst heraus, dass Carino nicht der leibliche Vater Mirtillos ist und deshalb Mirtillo nicht geopfert werden kann, da er kein Arkadier ist. Carino hatte Mirtillo zwar großgezogen, ist jedoch nicht sein leiblicher Vater, denn er hatte Mirtillo in einem Myrthenstrauch (daher Mirtillo) am Ufer des Alfeos gefunden. Im weiteren Verlauf des Gesprächs stellt sich heraus, dass Mirtillo der Sohn ist, den Montano während der Flut des Alfeos vor 19 Jahren verloren hatte und den er tot glaubte. Ein Diener Montanos, der während der Flut das Kleinkind suchen sollte, habe es entgegen dem Befehl Montanos nicht diesem, sondern Carino übergeben, da ihm das Orakel geweissagt hatte, dass Mirtillo sehr wahrscheinlich durch die Hand seines Vaters sterben werde, sollte er je das väterliche Haus wieder betreten. Durch Carinos Schilderung und durch die Assoziation dieser mit dem Traum, den er in der vorigen Nacht hatte, erkennt Montano in Mirtillo seinen eigenen Sohn wieder. Doch die Freude hält sich in Grenzen, da Montano nun seinen Sohn opfern muss. Schließlich entschließt sich Montano dazu, sich selbst zu erstechen. Der Seher Tirenio, der sich normalerweise im Innern des Tempels aufhält, tritt, wie es sonst nur zu besonderen Anlässen geschieht, aus dem Tempel und tadelt Montano daraufhin ob seiner Torheit und erklärt diesem, dass sich durch die Liebe Mirtillos und Amarillis die Prophezeiung des Orakels erfüllt habe: dass wenn zwei Himmelssöhne durch Amor zusammengeführt werden, der uralte Fehler einer untreuen Frau durch die Barmherzigkeit eines treuen Hirten getilgt würde. Bei dem treuen Hirten handle es sich um Mirtillo, da er zudem der Einzige sei, der Aminta bisher in seiner Barmherzigkeit gleichkomme. Zudem seien die Zeichen günstig, denn als Mirtillo durch seine Rede die Opferzeremonie profaniert habe und diese von neuem beginnen musste, habe die Diana-Statue aufgehört, Blut zu schwitzen, die Erde aufgehört zu beben und aus dem Tempel ertöne kein Lärm mehr und kein Gestank ströme aus diesem heraus. Montano ist ob dieser Nachricht außer sich vor Freude. Titiro gebietet diesem, die Hochzeit so schnell wie möglich vorzubereiten, da es noch ca. eine Stunde bis zum Sonnenuntergang sei und die Hochzeit bzw. die geschlechtliche Vereinigung der beiden aus irgendeinem Grund noch vor Sonnenuntergang stattfinden müsse. Es kommt zur Verbrüderung zwischen Montano und Carino. Der Anweisung Titiros wird Folge geleistet.

### Szenen 7–9
Von Linco erfährt Corisca indessen, dass Dorinda von Silvios Pfeilschuss inzwischen genesen ist. Als Silvio sich vergeblich bemüht habe, den Pfeil aus Dorindas Wunde zu ziehen, habe er gemerkt, dass er dies nicht tun könne, ohne Dorinda großen Schaden zuzufügen und die Wunde zu vergrößern. Deshalb sei ihm ein Kraut in den Sinn gekommen, mit dessen Hilfe er den Pfeil mit Leichtigkeit aus der Wunde würde ziehen können. Als Linco mit seiner Schilderung fertig ist, macht sich Corisca auf, um zu sehen, was sich mit Mirtillo zugetragen hat. Corisca trifft unterwegs auf Ergasto, der vor Freude jauchzt. Sie glaubt, er freue sich darüber, dass Silvio und Dorinda zusammengekommen seien. Doch Ergasto belehrt sie eines Besseren: nicht die bevorstehende Hochzeit von Silvio und Dorinda ist Grund seiner Freude, sondern die Hochzeit Mirtillos und Amarillis (von der Corisca bis dahin glaubte, dass sie tot sei). Die ganze Stadt feiere, da mit der Hochzeit der beiden der Fluch über Arkadien getilgt sei. Corisca kann die Freude Ergastos nicht teilen. Sie steht vielmehr vor der Entscheidung, zur Vernunft zu kommen oder den Verstand vollends zu verlieren. Im Angesicht der Hochzeitsfeierlichkeiten wird sich Corisca ihres Fehlverhaltens und ihrer Boshaftigkeit bewusst. Mirtillo wiederum kann sein Glück immer noch kaum fassen. Corisca wendet sich an Amarilli und bittet sie wegen ihrer Vergehen um Entschuldigung. Amarilli nimmt die Entschuldigung an und tadelt Corisca lediglich, dass sie durch ihre lange Rede die Hochzeitszeremonie unnötig hinauszögere. Auch Mirtillo verzeiht Corisca. Doch am Ende nimmt Corisca nicht an der Hochzeitsfeier teil, sondern verabschiedet sich von den beiden. Am Ende des letzten Aktes singt der Chor der Hirten ein Hohelied auf die Liebe und die Tugend. Die Moral der Geschichte sei, dass die Sterblichen, die ansonsten zu schwach oder zu blind dafür seien, das wahre Böse und das wahre Gute erkennen sollten. Nicht jede Freude sei gesund und nicht jedes Leid schlecht. Das wirklich Gute sei dasjenige, das der Tugend, die dem Leiden folge, entstamme.

## Galerie
Illustrationen von Johann Wilhelm Bauer (1640)

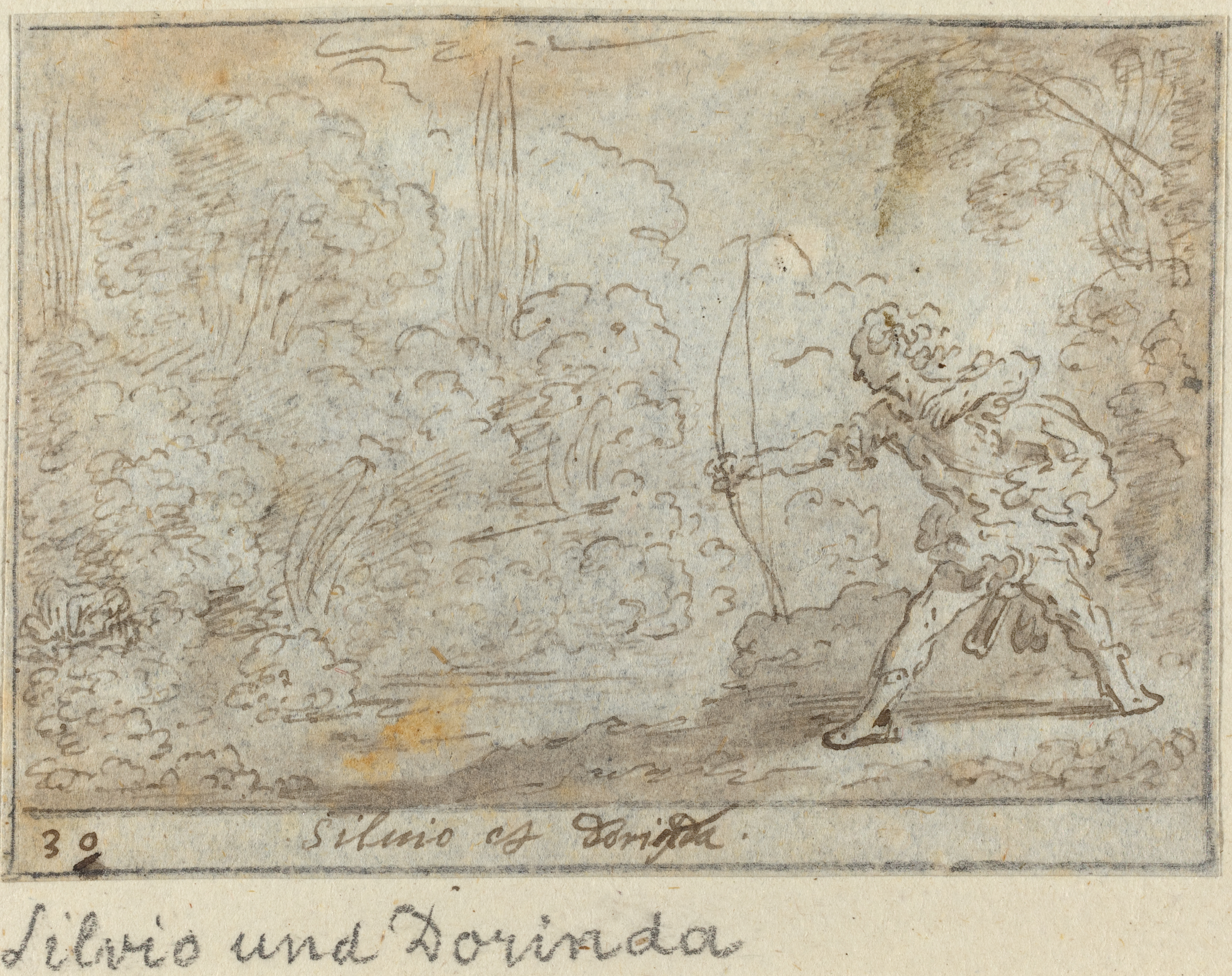
Silvio und Dorinda
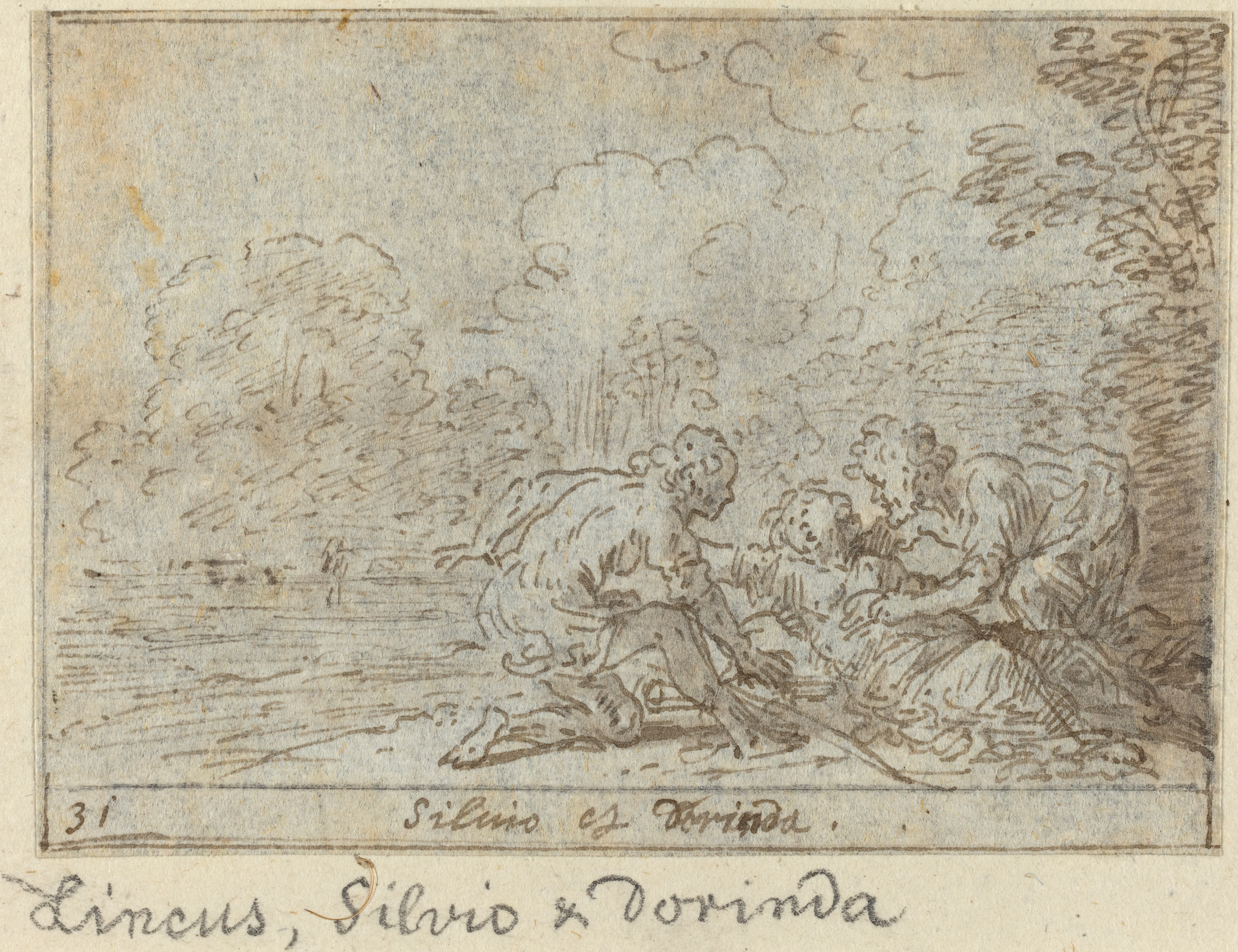
Linco, Silvio & Dorinda
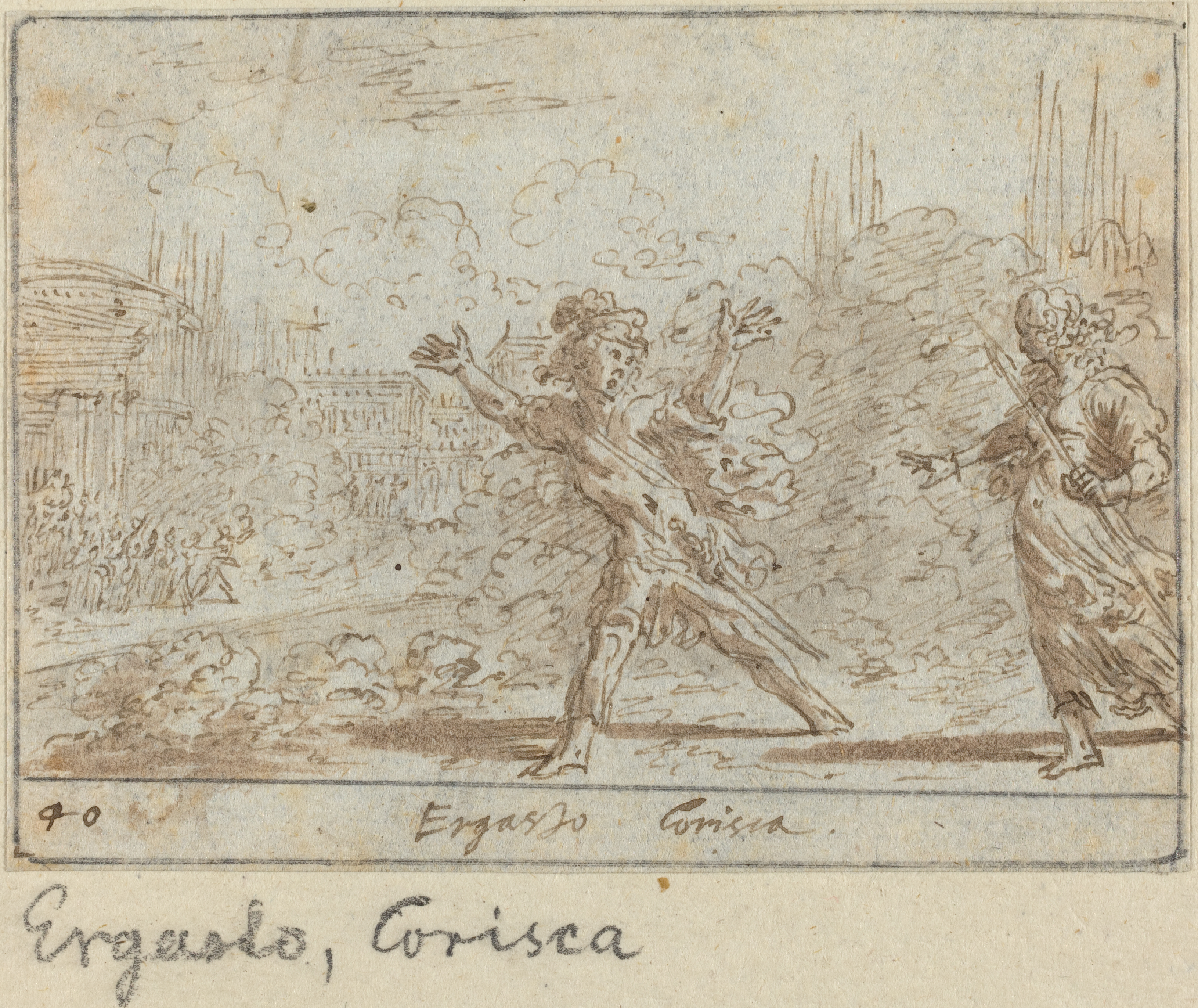
Ergasto, Corisca
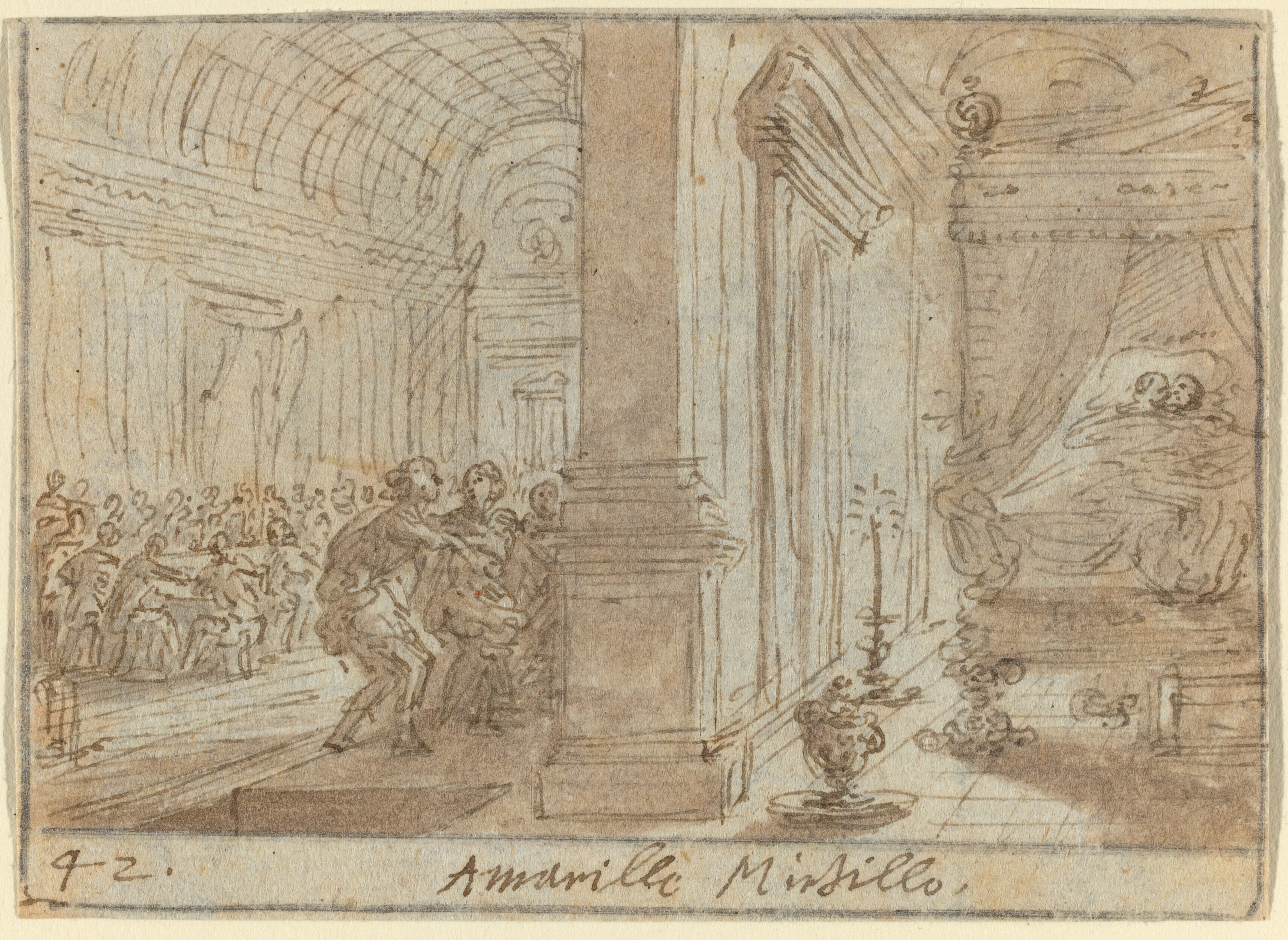
Amarilli, Mirtillo

## Sprechende Personen
- Alfeo (Alpheios): Fluss in Arkadien
- Silvio: Sohn des Montano
- Linco: alter Knecht des Montano
- Mirtillo: Liebhaber der Amarilli
- Ergasto: Gefährte des Mirtillo
- Corisca: Liebhaberin des Mirtillo
- Montano: Vater des Silvio, Priester
- Titiro: Vater der Amarilli
- Dameta: alter Knecht des Montano
- Satiro (Satyr): Alter, gewesener Liebhaber der Corisca
- Dorinda: Liebhaberin des Silvio
- Lupino: Ziegenhirte, Knecht der Dorinda
- Amarilli: Tochter des Titiro
- Nicandro: ältester Diener des Priesters
- Coridone: Liebhaber der Corisca
- Carino: Alter, vermeintlicher Vater des Mirtillo
- Uranio: alter Gefährte des Carino
- Messo (Bote)
- Tirenio: blinder Seher
- Coro di pastori (Chor von Hirten)
- Coro di cacciatori (Chor von Jägern)
- Coro di ninfe (Chor von Nymphen)
- Coro di sacerdoti (Chor von Priestern)

Der Schauplatz ist in Arkadien.

## Literarische Vorbilder

### Altgriechische Literatur
- Sophokles: König Ödipus (429–425 v. Chr.)
- Euripides: Die Phönikerinnen (410/409 v. Chr.)

### Lateinische Literatur
- Plautus: Amphitruo (~190–200 v. Chr.)
- Terenz: Hecyra (165/160 v. Chr.), Eunuchus (161 v. Chr.)
- Horaz: Carmina (23/13 v. Chr.)
- Vergil: Eclogae (~42–39 v. Chr.), Georgica (~37–29 v. Chr.), Aeneis (~29–19 v. Chr.)

### Italienische Literatur
- Dante: Vita nova (1292–1295)
- Boccaccio: Decamerone (1349–53)
- Petrarca: Trionfi (1356–74), Canzoniere (Erstdruck 1470)
- Ariost: Orlando furioso (1516/32)
- Tasso: Aminta (1573), Gerusalemme liberata (1575)

## Rezeption

### Übersetzungen
Il pastor fido wurde an zahlreichen Orten aufgeführt und in fast alle europäischen Sprachen übersetzt, ja sogar ins Persische und Indische.
Bezüge auf lokale Ereignisse finden sich zum Beispiel in einer lateinischen Version des Stückes von Valentin von Winther, die 1607 anlässlich der Hochzeit von Herzog Philipp II. von Pommern mit Sophie von Schleswig-Holstein-Sonderburg entstand.
Die Schwierigkeit der Übertragung illustriert, wie Silvio das Stück im Original und in je zwei deutschen Ausgaben des 17. und 19. Jahrhunderts eröffnet (Szene 1/I):
 Guarini 

„Ite voi, che chiudeste

L’horribil fera à dar l’usato segno

De la futura caccia. ite suegliando

Gli occhi col corno, e con la voce a cori.“

 Hoffmann von Hoffmannswaldau 

„Die ihr das rauhe Wild mit Garnen habt umstecket/

Lasst hören/daß man itzt zu jagen ist bedacht/

Frisch! daß das krumme Horn die faulen Augen wecket/

Und das Geschrey die Hertzen munter macht.“

 Assmann von Abschatz 

„Geht / die Ihr habt das Wild an engem Ort’ umbstellt/

Und gebt das Zeichen zu der Jagt.

Last eurer rauhen Hörner Klang

Die Augen / welche noch nicht wachen/

Der lauten Stimme Feld-Gesang

Die faulen Hertzen munter machen.“

 Arnold 

„Geht ihr, die eingekreiset

Das grimm’ge Wild, und gebt gewohntes Zeichen

Zu dem Beginn der Jagd. Geht und erwecket

Durch’s Horn die Augen, durch das Wort die Herzen.“

 Merbach 

„Frisch auf, ihr Jäger! gebt das Jagdsignal!

Weckt mit dem Ton des Horns der Schläfer Augen,

Weckt ihren Muth mit eurer Stimme Ruf!“

### Interpretationen
Manfred Brauneck sieht in Il pastor fido eines der literarischen Hauptwerke des Manierismus. Ihm zufolge propagiert Il pastor fido die Unterwerfung unter gesellschaftliche Konventionen. H. Rüdiger sieht in Il pastor fido eine „Rechtfertigung der Unfreiheit und der Ausschaltung der Untertanen aus dem politischen Leben“. Das Schäferdrama, zu dem Il pastor fido gehört, sei, so Brauneck, mit dieser Akzentsetzung bis ins 18. Jahrhundert hinein eines der beliebtesten Genres gewesen. Il pastor fido war zudem eine der Hauptinspirationsquellen für Honoré d’Urfés Schäferroman L'Astrée (1607–1627).
Corisca als Städterin soll durch ihr Verhalten und ihre Einstellung den verderblichen Einfluss der Stadt auf das „unschuldige“ Land aufzeigen. Auf ähnliche Weise wird auch Silvias vermeintliche Koketterie in Tassos Aminta mit dem negativen Einfluss der Stadt erklärt. Eine weitere Parallele zu Aminta ist der Vergleich des Kusses mit einem Bienenstich, da letzterer zugleich Süße und Schmerz impliziert. Analog zu der namenlosen Stadt, in die sich Tirsi in Tassos Aminta begeben hatte, stellen Elide und Pisa, in der Carino seine Dicht- und Gesangskünste dargeboten hatte, eine Parabel auf den Hof von Ferrara und die dortigen Verhältnisse dar, wenngleich hier der Hof in einem eher negativen Licht dargestellt wird (wie z. B. in Aretinos La Cortigiana [1524/1535]); wie in Aminta spiegeln hier reale Personen fiktive wider, wie z. B. der Dichter Egon, der für Scipione Gonzaga steht (vgl. 5. Akt., Szene 1, Vers 92).
Die Szene, in der das Wett-Küssen geschildert wird, kann als Parodie auf die ersten Kapitel von Castigliones Libro del Cortegiano [1528] aufgefasst werden, da auch bei Castiglione außergewöhnliche Spiele vorgeschlagen werden (vgl. Kapitel 6–12 des ersten Buchs). Allerdings merkt Guarini bezüglich des Wett-Küssens an, dass das gegenseitige Küssen in Megara an bestimmten Festtagen Brauch gewesen sei.
Auch Santilla in Bibbienas La Calandria (1513) wird wie Amarilli von der Nachricht überrascht, dass ihre Hochzeit kurz bevorsteht.

### Vertonungen
Es existieren mehrere Vertonungen von Libretti nach dem Pastor fido, unter anderem durch Georg Friedrich Händel (1712) und Antonio Salieri (1789). Bereits früh wurden auch einzelne Teile vertont, beispielsweise durch Carlo Gesualdo, Sigismondo d’India und Claudio Monteverdi. 1611 erschien eine Vertonung der Passage Udite lagrimosi spirti d’Averno, udite durch Lucia Quinciani. Dabei handelt es sich um die erste von einer Frau veröffentlichte Monodie.

## Ausgaben
- IL PASTOR FIDO. TRAGICOMEDIA PASTORALE DI BATTISTA GVARINI, Dedicata AL SER[ENISSI]MO D[ON] CARLO EMANVELE DVCA DI SAVOIA. &c. Nelle Reali Notze di S[ua] A[ltezza] con la Ser[enissima] Infante D[ONNA] CATERINA D’AVSTRIA. CON PRIVILEGI. IN VENETIA, Presso Gio[vanni] Battista Bonfadino. MDXC. (Digitalisat)
- (Christian Hofmann von Hofmannswaldau:) Des Sinnreichen Ritters BAPTISTÆ GVARINI PASTOR FIDO, Oder: Trauer- und Lust-Spiel/Der Getreue Schäfer genannt […] in zerstreueten Reimen/Deutsch übersetzet. Gedruckt im Jahr 1678. [abgeschlossen 1652] (Digitalisat)
- (Hans Assmann von Abschatz:) Der Teutsch-redende Treue Schäffer/Des berühmten Welschen GUARINI. [nach Korrektur durch Hofmann vermutlich zwischen 1672 und 1678 gedruckt] (Digitalisat)
- August Arnold: Guarini’s Treuer Hirte, eine Tragicomödie. Uebersetzt. Ettinger, Gotha 1815 (Digitalisat)
- Maximilian Emil Merbach: Der treue Hirt (Il Pastor fido) von Giovanni Battista Guarini. Aus dem Italienischen metrisch übertragen. Verlags-Comptoir, Grimma 1846. (Digitalisat)
- Battista Guarini: Il pastor fido. Mursia, Milano 1977.